# Takács Imre (művészettörténész)
Takács Imre (Körmend, 1959. november 5. – ) magyar művészettörténész, egyetemi tanár. Az Iparművészeti Múzeum egykori igazgatója, 2016-tól az Eötvös Loránd Tudományegyetem Művészettörténeti Intézetének igazgatója.

## Életútja
1983-ban szerzett művészettörténészi diplomát az Eötvös Loránd Tudományegyetem Bölcsészettudományi Karán. Szakdolgozatának témája a magyarországi főpapi pecsétek stiláris hasonlóságainak összevetése volt. Marosi Ernő tanítványa, doktori disszertációját a magyar káptalanok és konventek középkori pecsétjeiből írta (1988). Szakterülete a középkor, azon belül elsősorban a gótikus építészet, szobrászat és az ötvösség.
Diplomaszerzés után a Magyar Nemzeti Galéria Régi Magyar Gyűjteményének kurátoraként, majd vezetőjeként dolgozott 1997-ig. Ez évtől a Szépművészeti Múzeum vezető munkatársa, a 2006-ban nyílt Luxemburgi Zsigmond kiállítás szervezője volt. 2006 tavaszától 2007 őszéig, majd 2010 őszétől ismét az Iparművészeti Múzeum főigazgatója. Erről a tisztségről azonban 2014-ben lemondott. A Magyar Tudományos Akadémia köztestületének tagja 2011 óta. Ugyanebben az évben kapta meg a Magyar Érdemrend tisztikeresztjét, amelyet tiltakozásképpen 2016-ban visszaküldött az államfőnek.

## Főbb publikációi
- Művészettörténeti tanulmányok Mojzer Miklós hatvanadik születésnapjára: A Magyar Nemzeti Galéria Évkönyve. Szerk.: Buzási Enikő, Jávor Anna, Mikó Árpád, Takács Imre. Budapest, 1991.
- Herzöge und Heilige: Das Geschlecht des Andechs-Meranier im europäischer Hochmittelalter. Augsburg, 1993.
- Pannonia Regia: Művészet a Dunántúlon 1000–1541. Szerk.: Mikó Árpád, Takács Imre. Budapest, 1994.
- Mons sacer 996 - 1996: Pannonhalma 1000 éve. Szerk.: Monostori Martina, Takács Imre. Pannonhalma, 1996.
- Paradisum Plantavit: Bencés monostorok a középkori Magyarországon : kiállítás a Pannonhalmi Bencés Főapátságban. (kiállítási katalógus) Szerk.: Takács Imre. Pannonhalma, 2001.
- Sigismundus rex et imperator : művészet és kultúra Luxemburgi Zsigmond korában, 1387-1437. (kiállítási katalógus) Szerk.: Takács Imre. Budapest, 2006 (németül is)
- Az Árpád-házi királyok pecsétjei. (Corpus sigillorum Hungariae mediaevalis 1.). Magyar Országos Levéltár, Bp., 2012
- Szent Márton és Pannónia - Kereszténység a római világ határán. (kiállítási katalógus) Szerk.: Takács Imre, Tóth Endre, Vida Tivadar. Pannonhalma, 2016